# Episodi di Berrenger's
Di seguito la lista degli episodi della prima e unica stagione di Berrenger's.
| nº | Titolo originale         | Titolo italiano | Prima TV USA     | Prima TV Italia |
| -- | ------------------------ | --------------- | ---------------- | --------------- |
| 1  | Overture                 |                 | 5 gennaio 1985   |                 |
| 2  | For Gloria's Benefit     |                 | 12 gennaio 1985  |                 |
| 3  | Of Boardrooms & Bedrooms |                 | 19 gennaio 1985  |                 |
| 4  | Fame & Misfortune        |                 | 26 gennaio 1985  |                 |
| 5  | Seduction                |                 | 27 gennaio 1985  |                 |
| 6  | Dangerous Ground         |                 | 2 febbraio 1985  |                 |
| 7  | Power Play               |                 | 9 febbraio 1985  |                 |
| 8  | Best Laid Plans          |                 | 16 febbraio 1985 |                 |
| 9  | Roll Tape                |                 | 23 febbraio 1985 |                 |
| 10 | Hidden Agenda            |                 | 2 marzo 1985     |                 |
| 11 | Maelstrom                |                 | 9 marzo 1985     |                 |